# 리키 (음료)

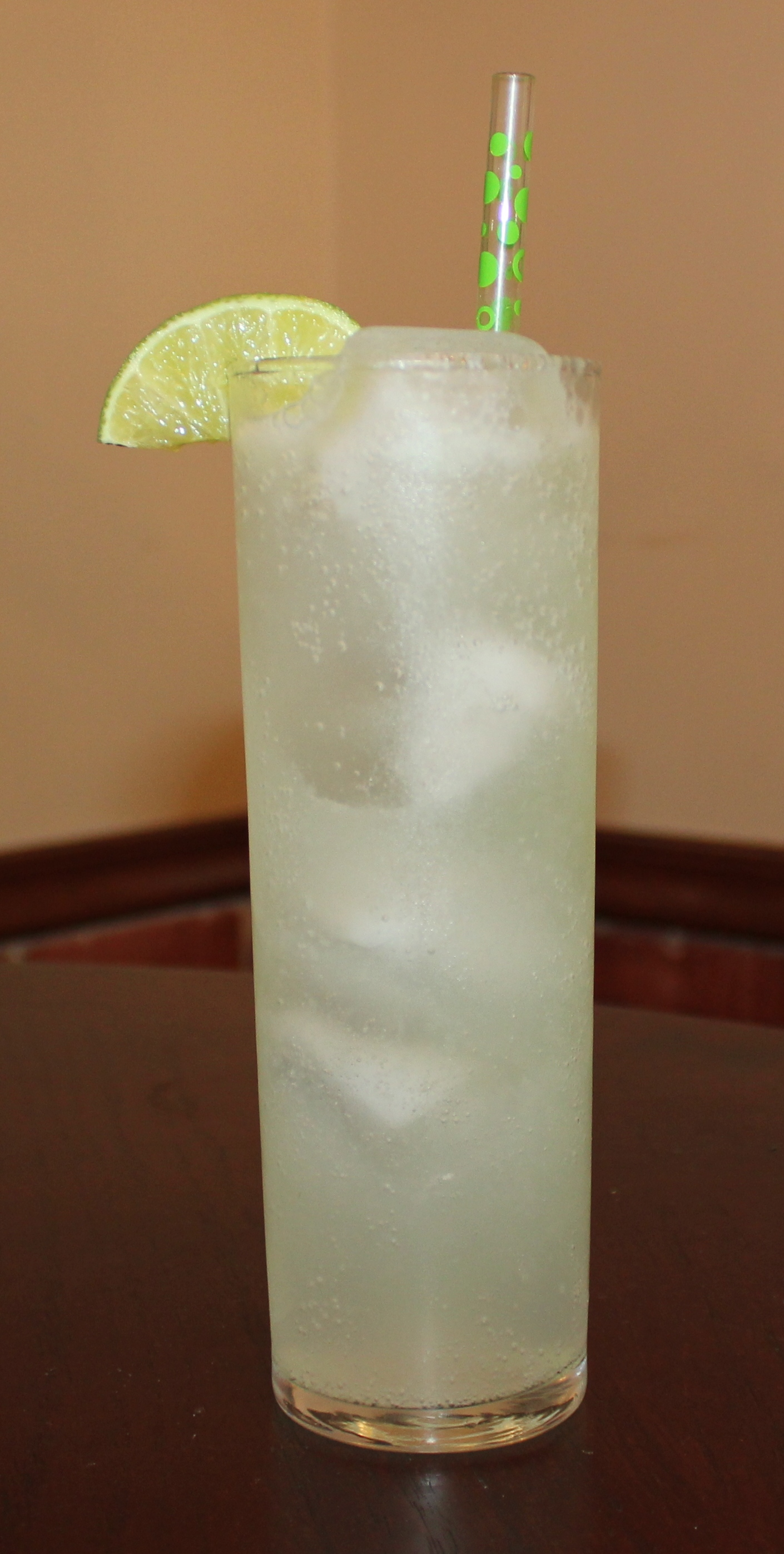

리키(The Rickey)는 진 따위의 알코올성 음료에 라임 주스와 탄산수를 기미한 칵테일이다.
리키는 진 또는 버번, 라임 주스 및 탄산수로 만든 하이볼이다. 리키에는 설탕이 거의 또는 전혀 첨가되지 않는다. 이 음료는 1880년대 바텐더 조지 A. 윌리엄슨(George A. Williamson)이 워싱턴 DC의 슈메이커스(Shoomaker's) 바에서 버번으로 만들어졌으며, 알려진 바에 따르면 민주당 로비스트 조 리키(Joe Rickey) 대령과 협력했다. 그 인기는 10년 후 진과 함께 만들면서 더욱 높아졌다.

## 재료
- 진
- 라임